# Franglish
Franglish, pseudonimo di Gédéon Mundele Ngolo (Parigi, 2 agosto 1994), è un rapper e cantante francese di origini congolesi e togolesi.

## Biografia
Gédéon Mundele Ngolo è nato nel XX arrondissement di Parigi, in una famiglia di origini congolesi e togolesi. Durante l'infanzia, si appassiona all'hip hop e all'R&B, ascoltando artisti come Tyga e Bow Wow.

## Carriera
Franglish inizia a scrivere testi da adolescente, iniziando a rappare nel collettivo Brownie Dubz Gang. Il suo nome d'arte deriva dalla sua abitudine di utilizzare sia il francese sia l'inglese nei suoi freestyle. Pubblica il suo primo mixtape, Franglish Prototype, nel 2013, seguito due anni dopo da Changement d'ambiance, che gli permette di farsi notare da rapper come Dadju, Take A Mic e Abou DeBeing.
Nel 2017 esce il suo terzo mixtape, Signature, mentre il suo primo album in studio viene reso disponibile il 5 aprile 2019. L'album, che si compone di 21 tracce e vede la partecipazione di KeBlack, Soolking, Dadju, Baby Glish, Abou Debeing, Alonzo e Vitaa, viene ripubblicato a dicembre con l'aggiunta di 8 brani inediti. Nel giugno 2020 esce una terza edizione del disco, con 8 ulteriori tracce, compresi i singoli Biberon in collaborazione con Leto e Tiakola e My salsa con Tory Lanez, che diventa uno dei brani di maggiore successo dell'estate.
Il 9 luglio 2021 pubblica il secondo album, dal titolo Vibe, in cui sono presenti collaborazioni con Fally Ipupa, Hamza, M. Pokora, Aya Nakamura e Tyga. Il 27 ottobre 2022 esce invece Glish, un progetto dalle sonorità R&B.
Il suo quarto album, intitolato Prime, viene reso disponibile il 16 febbraio 2024, e non presenta al suo interno collaborazioni.

## Discografia

### Album in studio
- 2019 – Monsieur
- 2021 – Vibe
- 2022 – Glish
- 2024 – Prime
- 2025 – Aura

### EP
- 2020 – Mood
- 2022 – Mood 2
- 2023 – Mood 3

### Mixtape
- 2013 – Franglish Prototype
- 2015 – Changement d'ambiance
- 2017 – Signature

### Singoli
- 2016 – Qué rico
- 2016 – Compte sur moi
- 2017 – OMG
- 2017 – Attends 2 minutes
- 2017 – Terrain miné
- 2017 – Bracelet
- 2018 – Elle
- 2018 – Plus rien (con KeBlack)
- 2018 – Oui ça va (con Vitaa)
- 2018 – Vargas (con Alonzo)
- 2019 – Bombarder
- 2019 – Dernière chance (con Joé Dwèt Filé)
- 2020 – Biberon (con Leto e Tiakola)
- 2020 – Bando (feat. Abou Debeing)
- 2020 – Mauvais garçon (remix) (feat. Kaaris)
- 2021 – Bonnie & Clyde
- 2021 – Caviar (freestyle)
- 2021 – Pénélope (con Yxng Bane e D-Block Europe)
- 2021 – Baby mama
- 2021 – Glish vs Glish
- 2021 – Trucs de choses (con Gradur)
- 2021 – BB (con Cinco)
- 2022 – Wifey
- 2022 – Big Drip (feat. Gazo)
- 2022 – La calle (feat. Koba LaD)
- 2022 – Bina
- 2022 – Billie Jeans (feat. MHD)
- 2022 – Mano
- 2022 – Toi + moi (feat. Nej)
- 2023 – Dans la chambre/Money (con L2B)
- 2023 – Go
- 2023 – Djo (con Aya Nakamura e Hamza)
- 2023 – Trop parler
- 2023 – Ça c'est bien (feat. Dystinct)
- 2023 – Zéro (con Guy2Bezbar)
- 2023 – Si t'est pas là
- 2024 – Boucan (con KeBlack)
- 2024 – PCC (con Rsko)
- 2024 – Solide
- 2024 – Shake
- 2025 – Flex
- 2025 – La pluie (feat. Dinos)
- 2025 – Bêtise
- 2025 – La Gari (con L'Algérino e Alonzo)
- 2025 – Tu veux quoi (con Landy)